# Monte Spalavera
Der Monte Spalavera (auch kurz La Spalavera) ist ein 1534 m s.l.m. hoher Berg in der Provinz Verbano-Cusio-Ossola der italienischen Region Piemont. Der höchste Punkt ist durch ein Gipfelkreuz gekennzeichnet.
Eine Hinweistafel auf dem Gipfel gibt einen Überblick auf die umliegenden Berge. Die Aussicht reicht unter anderen zum Monte Leone und Helsenhorn, zum Monte Tamaro, zum Gridone und zur Pizzo Ruscada. Einen guten Blick hat man zudem auf den Lago Maggiore bei Luino und Locarno sowie auf den unteren Teil des Sees und auf die umliegenden Täler Val Cannobina, Valle Intrasca und Valle Veddasca.

## Geographie
Der Monte Spalavera gehört zur Zeda-Laurasca-Gruppe innerhalb der Tessiner Alpen. Er liegt oberhalb des Lago Maggiore und wird eingegrenzt vom Val Cannobina im Norden, vom Valle Intrasca im Südwesten und vom Tälchen des Rio di Cannero im Südosten. Der Berg ist größtenteils bewaldet, am Südhang und am Gipfel erstrecken sich Alpweiden. Der West- und der Südwesthang liegen im Nationalpark Val Grande, zudem verläuft über den Monte Spalavera die Gemeindegrenze zwischen Aurano und Trarego Viggiona.
Der Berg ist reich an Quellen, so entspringt am Nordhang der Rio Socragio, ein Zufluss des Cannobino, am Südosthang der Rio di Cannero, der in den Lago Maggiore mündet, und am Südwest- und Nordwesthang die Zuflüsse Rio Scarnasca und Val Gula des San Giovanni.

## Aufstieg
Der Gipfel ist von der Alpe Colle (auch Il Colle) aus zu Fuß oder mit dem Mountainbike erreichbar. Eine alte Militärstraße führt in einigen Serpentinen anfangs durch Birkenwald, anschließend über eine Alp an den Südhang des Berges, wo sie in einen Pfad übergeht. Dieser kreuzt sich kurz darauf mit einem steileren Wanderweg, der ohne große Umwege von der Alpe Colle herkommt. Eine weitere ehemalige Militärstraße führt von der Alp entlang des Süd- und Westhangs via Passo Folungo zum Rifugio Pian Vadà direkt unterhalb des Monte Vadà.
Zur Alpe Colle mit großem Parkplatz und Kriegsdenkmal führt die schmale Strada provinciale 92, die sich bei Cannero Riviera den Berg hinauf schlängelt und bis nach Verbania führt.

## Geschichte

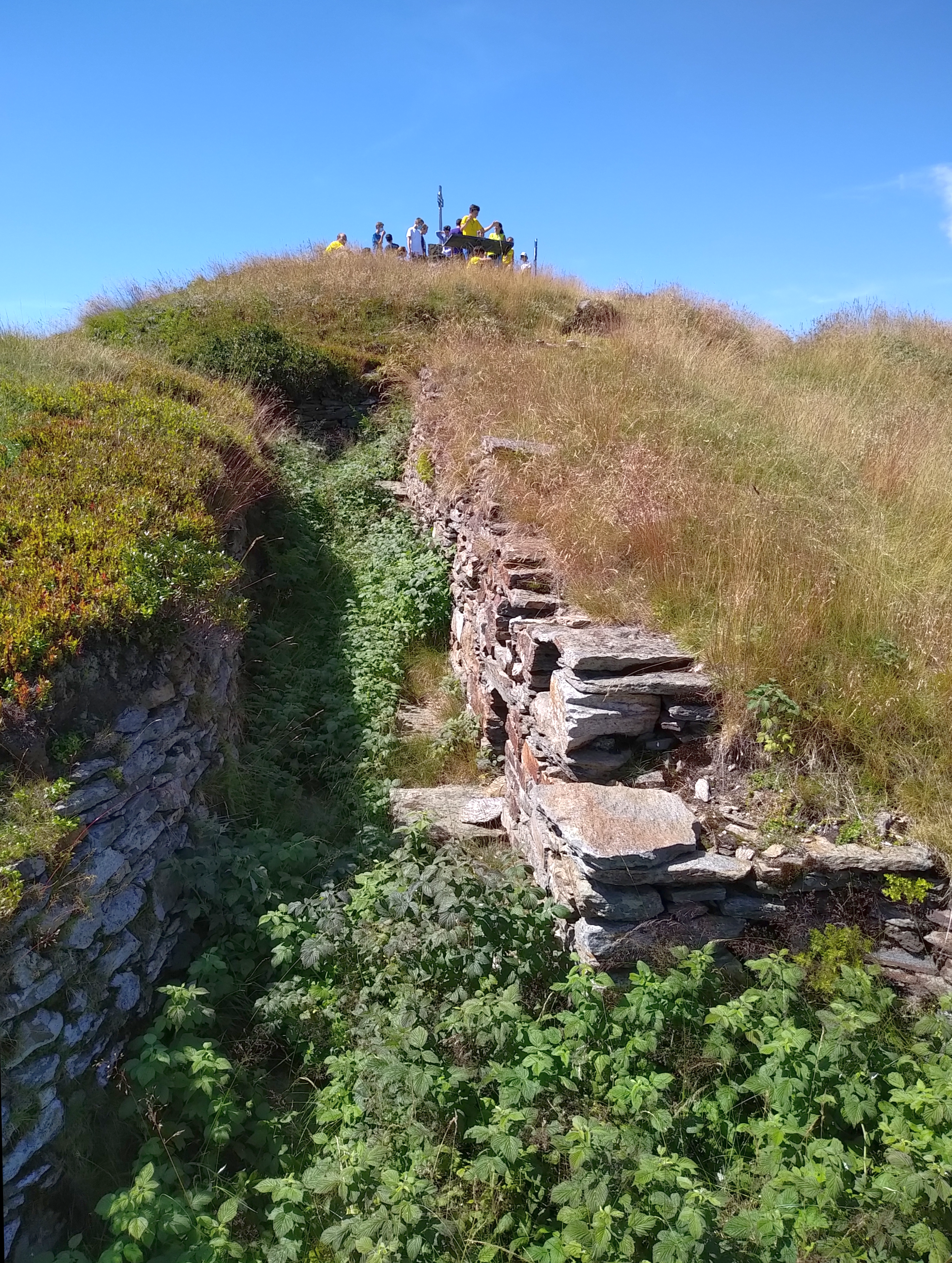
Schützengraben am Monte Spalavera

Der Berg ist Teil der Linea Cadorna, einer Verteidigungslinie, die zwischen 1899 und 1918 erbaut und bis 1945 genutzt wurde. Sie sollte die Po-Ebene gegen Angriffe über Schweizer Territorium absichern. Am Berg wurden Schützengräben und andere Befestigungsanlagen angelegt, die heute noch erhalten sind.
Der Monte Spalavera war über Jahrhunderte Schauplatz eines erbitterten Kampfes zwischen den Gemeinden Trarego (heute Trarego Viggiona), Aurano, Oggebbio und Cannero (heute Cannero Riviera) um Wald und Weideland. Heute teilen sich die vier Gemeinden die Alpe Colle und treffen dort an einem Punkt zusammen.